# 688
688 (DCLXXXVIII) var ett skottår som började en onsdag i den julianska kalendern.

## Händelser

### Okänt datum
- Kejsar Justinianus II av det Bysantinska riket besegrar bulgarerna.
- Kung Caedwalla av Wessex lämnar tronen och ger sig av på pilgrimsfärd till Rom.

## Födda
- Jianzhen, kinesisk buddhistmunk som bildade Tōshōdai-ji i Japan (död 763)

## Avlidna
- Abdallah ibn al-Abbas, den mest berömde sagesmannen för traditioner rörande Muhammeds liv och korantolkningen.
- Abu al-Aswad al-Du'ali, arabisk grammatiker.